# Замула Христина Петрівна
Христина Петрівна Замула (нар. 7 вересня 1984, Батятичі, УРСР) — українська політикиня. Депутат Кам'янка-Бузької районної (2015) та Новояричівської селищної (2020) рад. Голова Кам'янка-Бузької РДА (від 18 грудня 2019 до 2 березня 2021) та Львівської РДА (від 26 лютого 2021).

## Життєпис
Христина Замула народилася 7 вересня 1984 року у селі Батятичах, нині Кам'янка-Бузької громади Львівського району Львівської области України.
Закінчила Національний лісотехнічний університет України (2006). Працювала старшою державною податковою ревізор-інспекторкою відділу документальних перевірок СПД-юридичних осіб управління податкового аудиту та валютного контролю (2003—2005), старшою державною податковою ревізор-інспекторкою сектору перевірки відшкодування ПДВ управління контрольно-перевірочної роботи (2005), старшою державною податковою ревізор-інспекторкою відділу контрольно-перевірочної роботи (2005—2006) Кам'янка-Бузької міжрайонної Державної податкової інспекції, державною податковою інспекторкою відділу оподаткування юридичних осіб (2006—2008), завідувачкою сектору економічного аналізу та прогнозування (2008—2009) Державної податкової інспекції у Кам'янка-Бузькому районі, старшою державною податковою інспекторкою відділу адміністрування податків з фізичних осіб управління оподаткування фізичних осіб Державної податкової інспекції у Шевченківському районі м. Львова (2009—2010), начальницею контрольно-ревізійного відділу управління по роботі з регіонами Державного фонду сприяння молодіжному житловому будівництву Львівської области (2009—2010), головною бухгалтеркою Іпотечного центру в м. Києві та Київській області Державної спеціалізованої фінансової установи «Державний фонд сприяння молодіжному житловому будівництву» (2010—2011), аспіранткою Інституту агроекології і природокористування НААН України (2011—2014), приватною підприємницею (2014—2019), керівницею Кам'янка-Бузької РДА Львівської области (2019—2021), від 2021 — голова Львівської РДА.
Учасниця проєкту «Нові лідери».